# Cour Carrée
La Cour Carrée è uno dei cortili principali del Louvre a Parigi. Le ali del palazzo che lo circondano vennero costruite gradualmente con la demolizione progressiva delle mura del castello medievale del Louvre.

## Costruzione

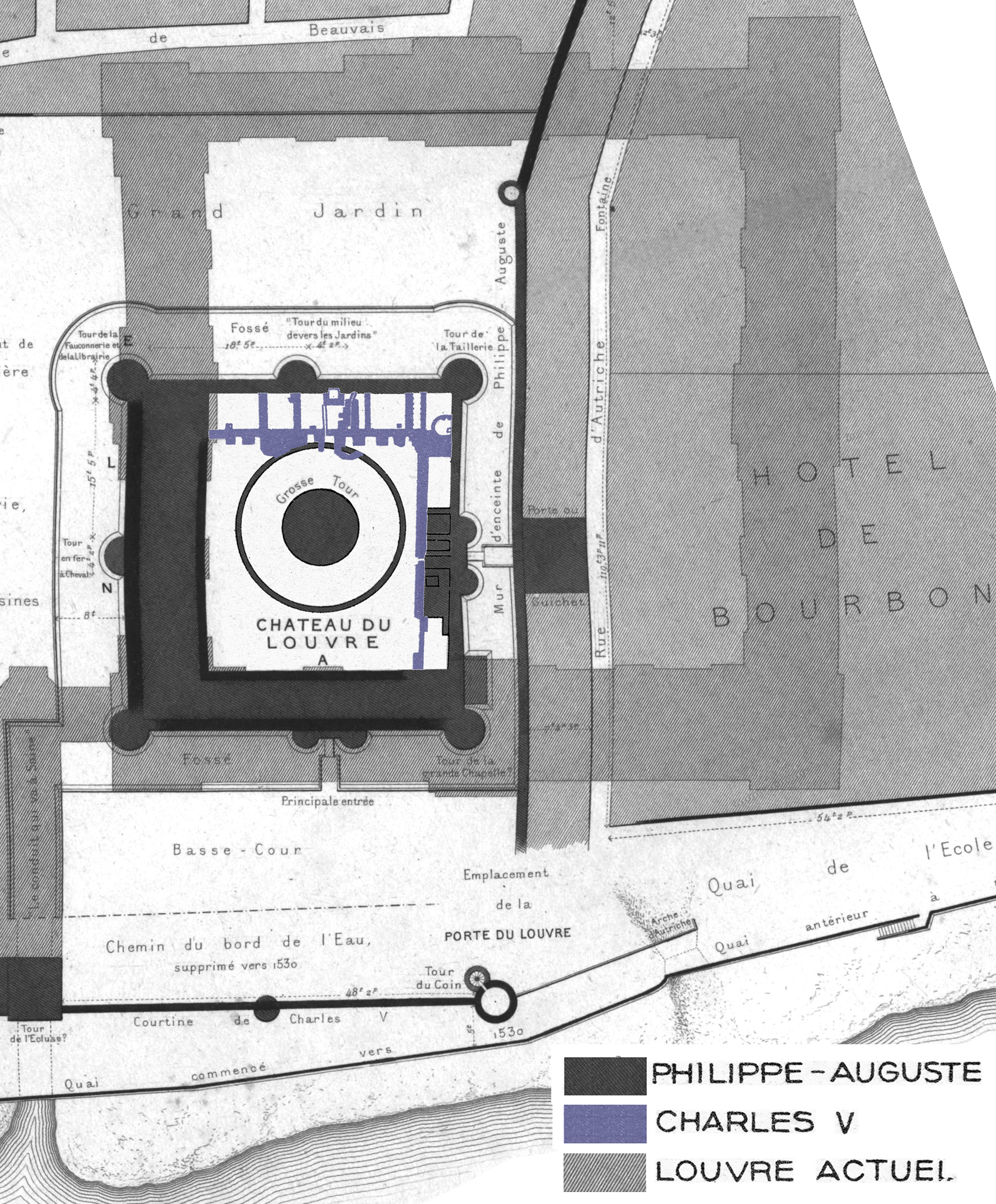
Mappa che mostra il castello del Louvre e la Cour Carrée.

Tra il 1190 ed il 1215, Filippo Augusto costruì un complesso di mura attorno a Parigi per proteggere la capitale dagli inglesi. Per rafforzare la chiusura sul lato ovest di queste mura, fece costruire il castello del Louvre, una grande fortezza con quattro alte mura e un fossato, torri e una prigione.
Sotto re Carlo V di Francia (1364-1380), con l'aumento della popolazione di Parigi, la capitale si estese anche al di fuori delle mura di Filippo Augusto. Il re fece costruire una nuova cinta muraria per comprendere i nuovi quartieri. Dal momento che il castello del Louvre si trovava ora all'interno delle nuove mura della città, perse gran parte del proprio valore militare. Il re fece restaurare il castello per renderlo più confortevole, aprendovi nuove finestre, aggiungendovi camini, statue, torrette e persino dei giardini.
Tornato dopo due anni di prigionia in Italia ed in Spagna dopo la sua sconfitta nella battaglia di Pavia del 1524, re Francesco I di Francia si pose come obbiettivo la trasformazione del castello del Louvre in un grande palazzo rinascimentale come quelli che aveva avuto modo di vedere in Italia. Nel 1528 ordinò la demolizione della Grosse Tour (Grande torre) che era utilizzata come carcere. Dopo quattro mesi di lavori, la torre venne rimpiazzata da un fossato. Nel 1546 il re chiese all'architetto Pierre Lescot ed allo scultore Jean Goujon di procedere con nuovi restauri al castello.

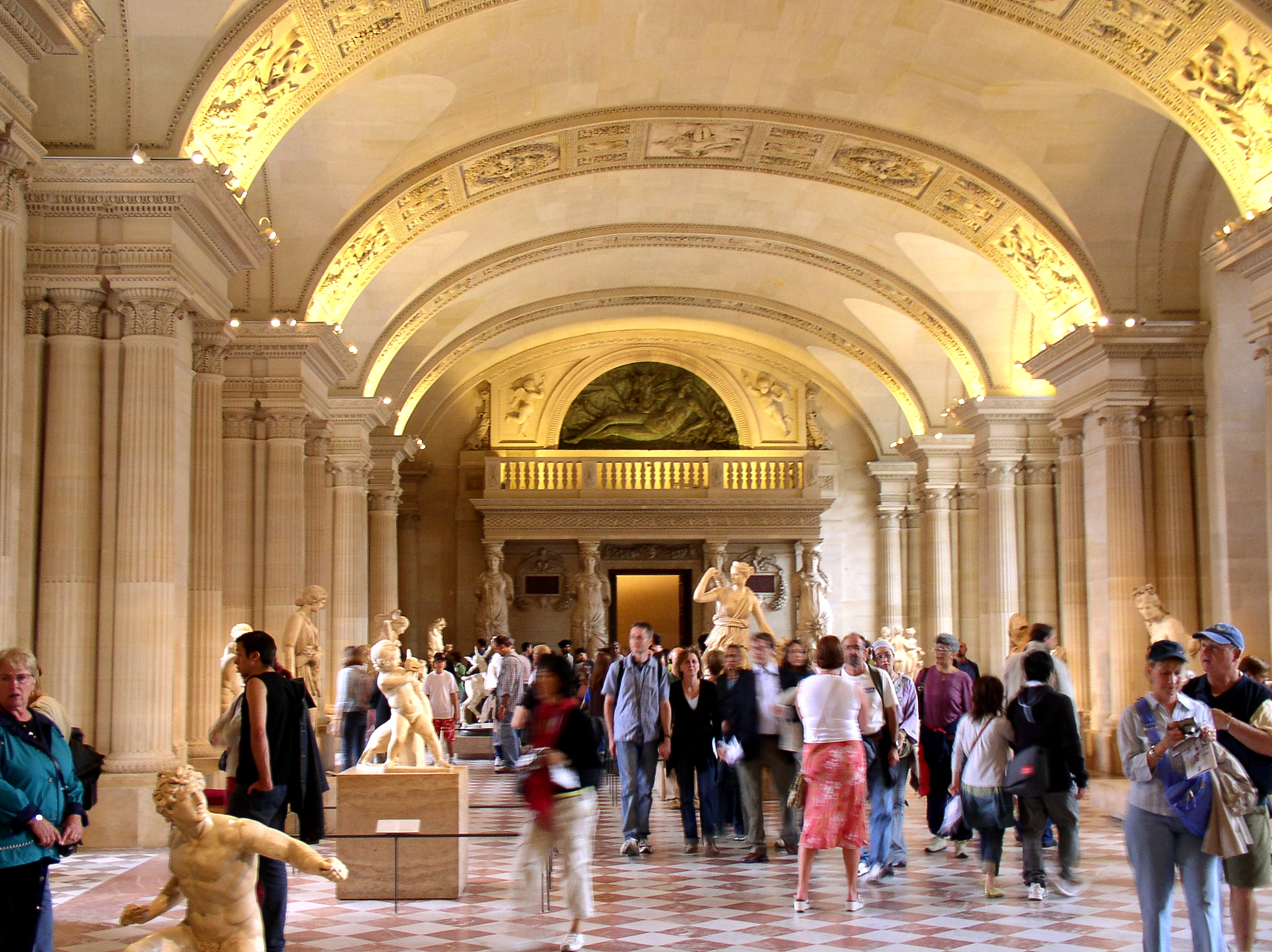
Salle des Caryatides

Dopo la morte di Francesco I, suo figlio Enrico II (1547–1559) continuò i lavori di demolizione delle mura ad ovest, che vennero rimpiazzate gradualmente da un palazzo di stile rinascimentale della medesima lunghezza tra il dicembre del 1546 ed il marzo del 1549. Quest'area, nota come Ala Lescot, ospitava la Salle des Gardes (oggi nota come Salle des Caryatides), una stanza per eventi pubblici che servì anche come sala da ballo. Molti eventi storici vi ebbero luogo come ad esempio il matrimonio di Enrico IV di Francia, un episodio del massacro di San Bartolomeo, il funerale di Enrico IV e la prima performance di un'opera di Molière per re Luigi XIV il 16 ottobre 1658.

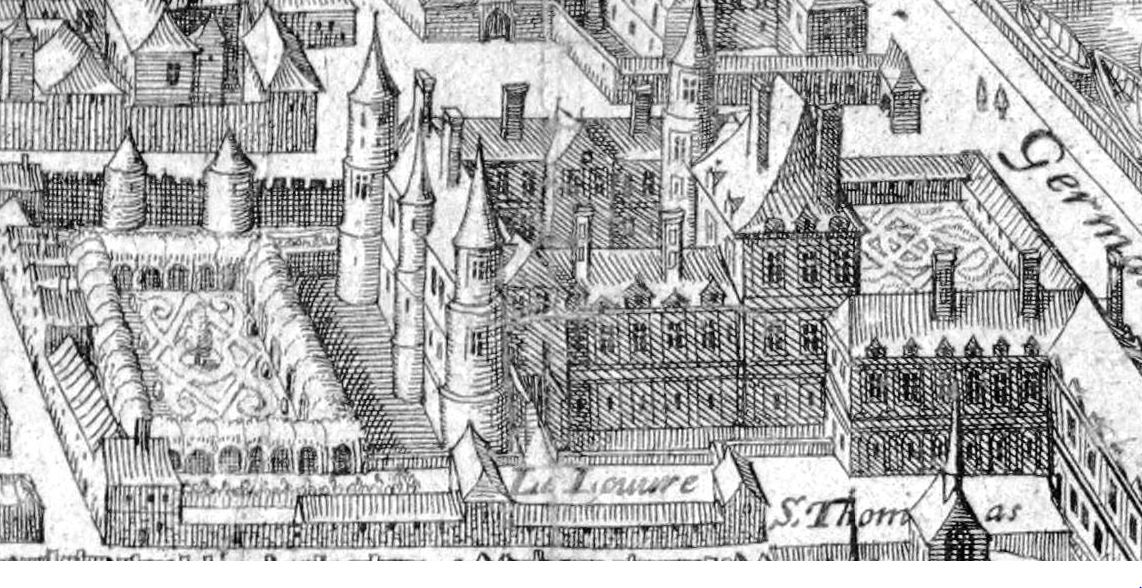
Il castello del Louvre in una mappa del 1615 con due parti delle mura medievali restanti e due in stile rinascimentale.

Enrico II demolì quindi il muro sud e lo rimpiazzò con l'ala sud (1553-1556), aprendo la strada alla realizzazione del Pavillon du Roi (padiglione del re), collocato alla giunzione tra l'ala sud e quella ovest. A questo punto, la struttura appariva molto eterogenea dal momento che le due ali erano in stile rinascimentale, mentre altre due apparivano ancora in stile medievale, con spesse mura e torri.
La regina Caterina de' Medici focalizzò la sua attenzione sul Palazzo delle Tuileries, mentre Enrico IV costruì la Grande Galerie lungo la Senna, nota anche come Grande Galerie du Bord de l'Eau (Gran galleria a bordo d'acqua), che connetteva il Louvre con le Tuileries. Egli pianificò inoltre di quadruplicare la grandezza del cortile del castello del Louvre demolendo le vecchie mura ed estendendo le ali del palazzo rinascimentale esistente.

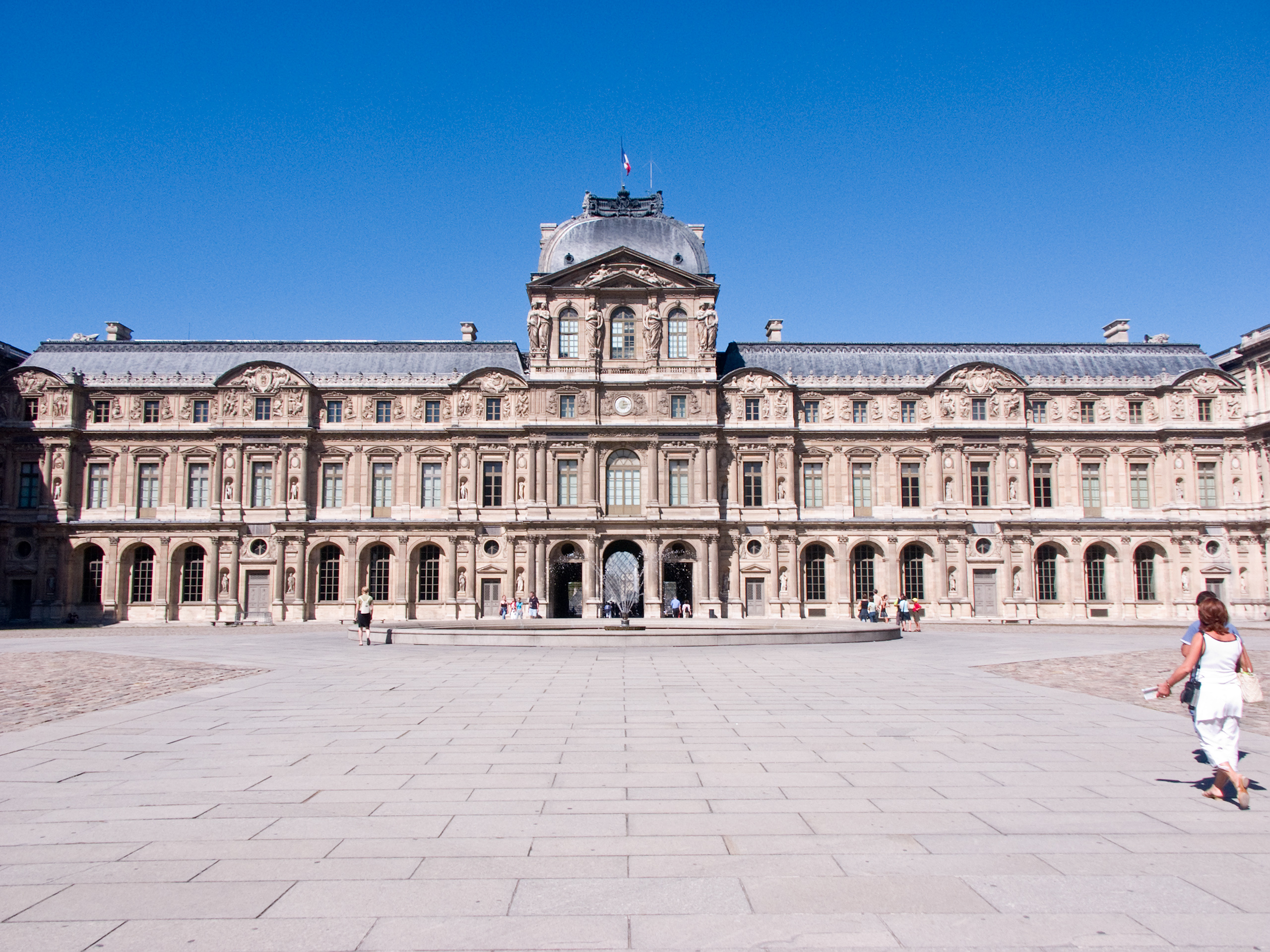
La parte occidentale della Cour Carrée con l'ala Lescot, il Pavillon de l'Horloge e l'ala Lemercier.

Luigi XIII demolì le mura nord del castello nel 1624. Con la costruzione dell'ala Lescot nel cortile del vecchio castello, non risultò semplice integrarla nel complesso. Il nuovo architetto incaricato dell'opera, Jacques Lemercier, duplicò quest'ala a nord, costituendo l'attuale ala Lemercier (1636), ed installandovi un padiglione più alto tra le due, il Pavillon de l'Horloge.
Luigi XIV fece demolire le mura est e riprese il progetto per merito dell'architetto Louis Le Vau. Gli ultimi due tratti di mura (nord ed est) vennero abbattuti poco dopo. Le loro fondamenta rimasero intatte e vennero riscoperte durante degli scavi nel cortile nel 1866. Durante il progetto del Grand Louvre (iniziato nel 1981), vennero create delle gallerie per mostrare ai visitatori i resti del Louvre medievale.
Luigi XIV raddoppiò la lunghezza dell'ala sud e costruì l'ala nord. Tre furono i lati quindi ad essere costruiti nella corte. Rimaneva da costruire l'ala est, importante perché rivolta verso la città e altre strutture circostanti l'area e quindi sarebbe divenuta l'entrata principale al Louvre. Dopo un concorso lanciato da Jean-Baptiste Colbert, il re decise nel 1665 di far realizzare il colonnato del Louvre su progetto di Claude Perrault e Louis le Vau. I lavori rallentarono in quanto si rese necessario acquistare nuovi lotti di terreno (il re non aveva il potere di espropriare). Ad ogni modo, dopo il 1674, il re trasferì il suo interesse nella realizzazione della reggia di Versailles.
Luigi XIV decise inoltre di raddoppiare l'ala sud (1668) dove si trovano le sale del cosiddetto "Museo di Carlo X".
Dopo lo spostamento della corte a Versailles, la corte seppur non finita ospitò diversi artisti e vennero pertanto costruiti altri edifici nel cortile.
Dopo l'abbandono e il degrado nel corso della Rivoluzione, Luigi XVIII restaurò il Louvre e vi pose il proprio monogramma (due L intrecciate) sulle tre facciate esterne della Cour Carrée (incluso il colonnato).

Evoluzione temporale :
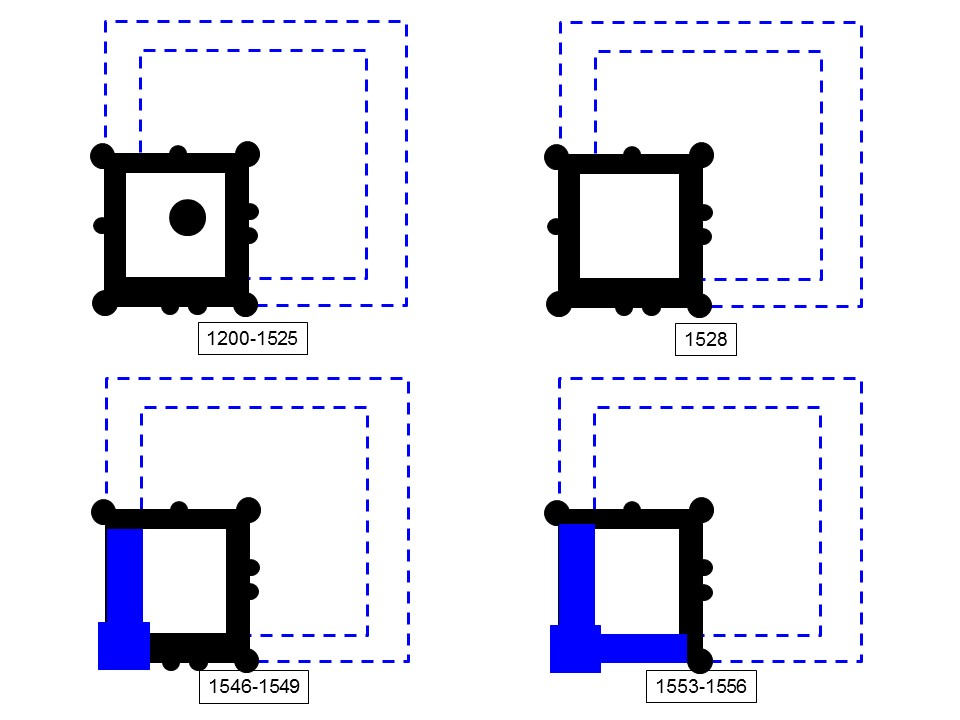
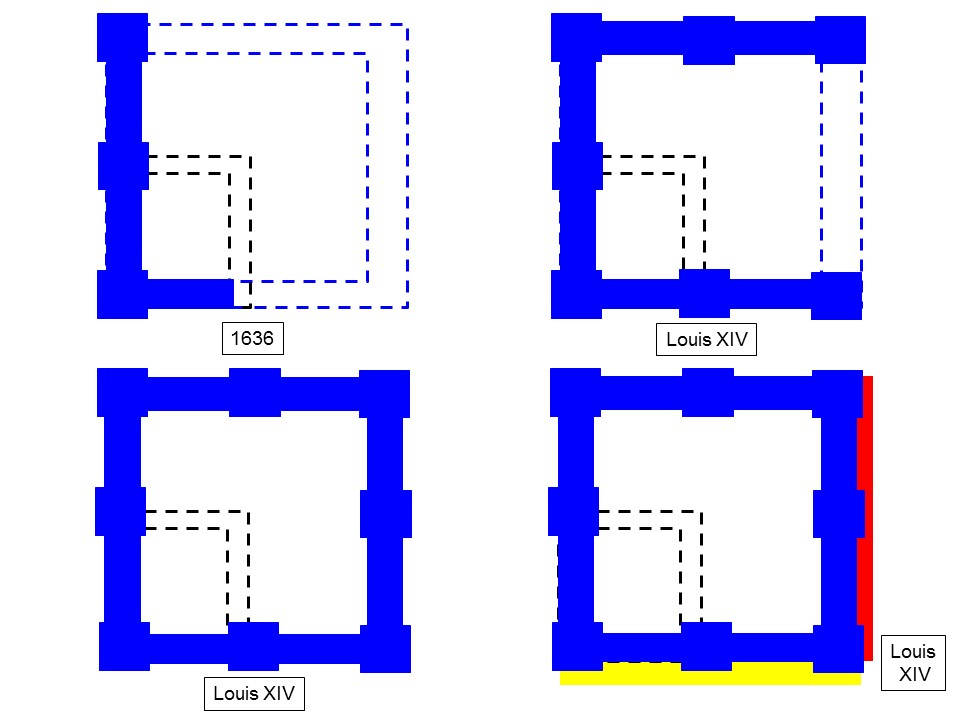

## Descrizione

Mappa della Cour Carrée.

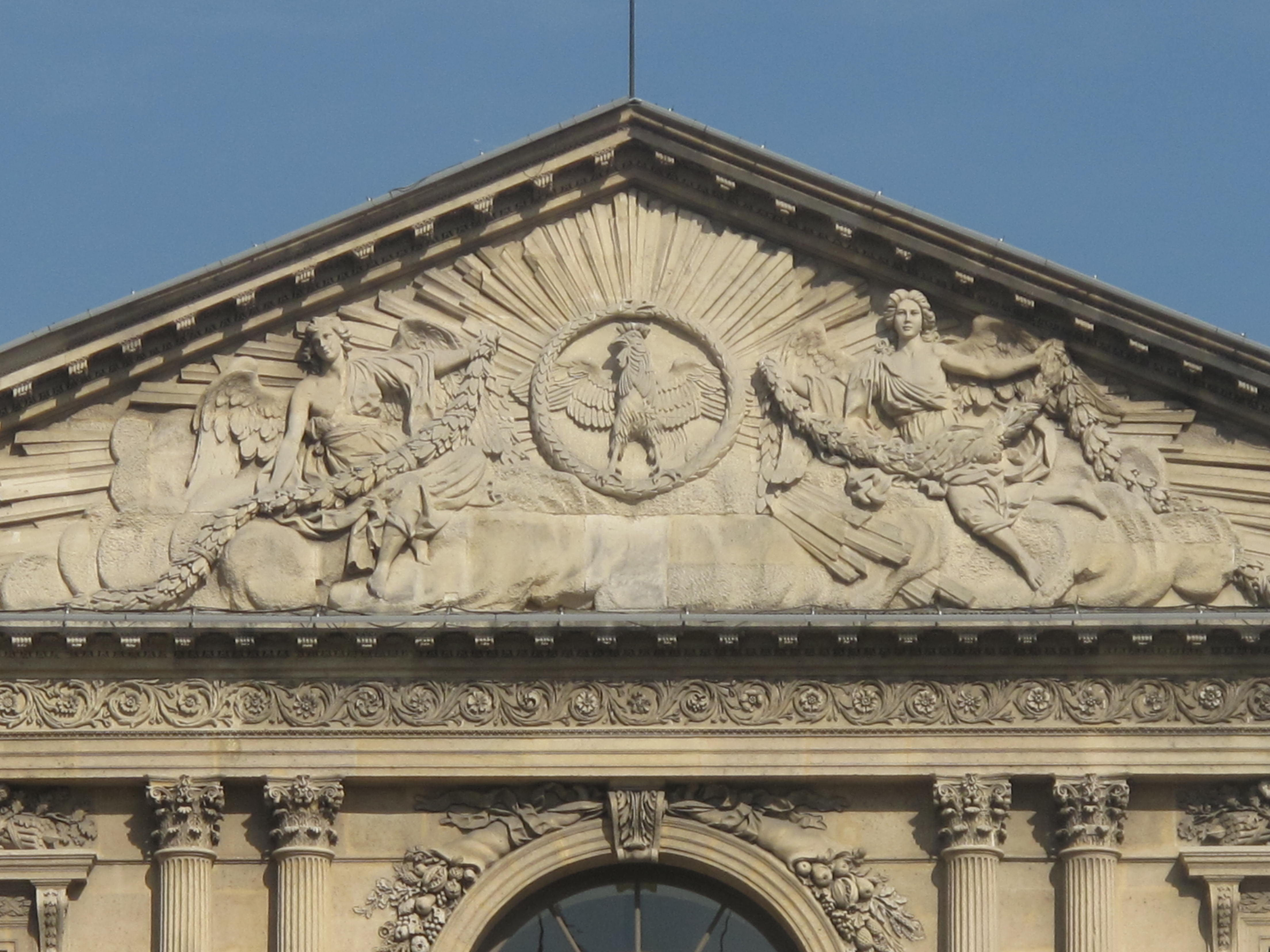
Gallo repubblicano sul timpano della facciata occidentale del padiglione centrale dell'ala est

Le strutture attorno alla Cour Carrée formano una corte squadrata di 160 metri per lato. Otto sono gli edifici circostanti con otto padiglioni. Partendo dall'angolo di nordovest e procedendo in senso orario, i nomi degli otto padiglioni sono:
- Pavillon de Beauvais (angolo nordovest)
- Pavillon de Marengo (tra le due ali a nord)
- Pavillon Nord-Est (angolo nordest)
- Pavillon Central o Pavillon Saint-Germain l'Auxerrois (tra le due ali est, col Colonnato del Louvre ad est)
- Pavillon Sud-Est (angolo sudest)
- Pavillon des Arts (tra le due ali a sud)
- Pavillon du Roi o Padiglione del re (angolo sudovest)
- Pavillon Sully, detto anche Pavillon de l'Horloge o Padiglione dell'Orologio (tra le due ali a ovest)

Il Padiglione dell'Orologio è riconoscibile per la presenza di un orologio, con un gruppo di cariatidi sui fregi e un'alta cupola, prototipo per tutte le altre cupole del Louvre per armonizzare le altre strutture successiva del complesso.
Le due ali su ciascun lato de Pavillon Sully sono chiamate:
- Ala Lescot, costruita tra il 1546 ed il 1558, che conduce al Padiglione del Re a sud
- Ala Lemercier, costruita nel 1639, che conduce al Padiglione Beauvais a nord

Al centro della Cour Carrée, si trova una fontana.
Anche se le costruzioni vennero realizzate in un lasso di tempo di 250 anni, mostrano ancora oggi una notevole omogeneità. Il piano terra e i due piani hanno tutti una successione di finestre, bassorilievi, statue e nicchie. I sovrani francesi hanno lasciato il loro passaggio con l'apposizione dei loro monogrammi sulle diverse costruzioni, lasciando così identificare il periodo in cui esse furono erette.
Anche la Repubblica francese lasciò il proprio passaggio apponendo la figura di un gallo (simbolo nazionale) sulla facciata ovest del padiglione centrale dell'ala est.

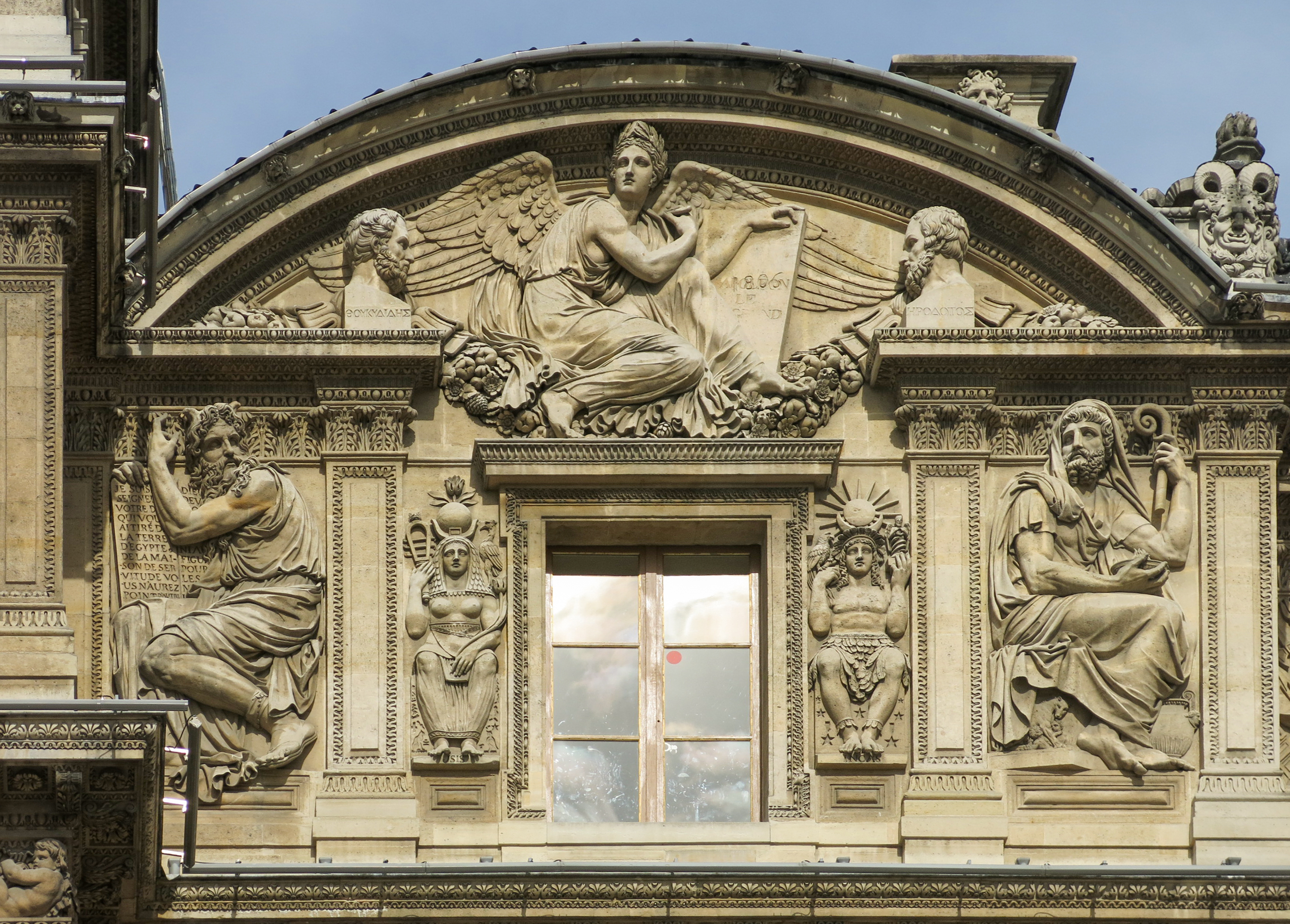
Rilievi del Pavillon Sully. In alto, la Legge; a sinistra, Mosè e Iside; a destra, Manco Capac e Numa Pompilio.

## Esempi di sculture
Tutti i rilievi e le statue della Cour Carrée rappresentano specifiche allegorie o figure.
Di particolare rilievo è la prima finestra del secondo piano dell'ala Lemercier, vicina al Pavillon de l'Horloge. Sopra la finestra vi è la figura allegorica della Legge. Quindi, a livello della finestra da destea: Mosé con le tavole della legge, la dea egizia Iside con una delle sue sorelle, l'imperatore inca Manco Cápac con la raffigurazione del sole di cui si credeva fosse il figlio, e Numa Pompilio, il secondo dei re di Roma.